# Sphaerophoria krocha
Sphaerophoria krocha är en tvåvingeart som beskrevs av Violovitsh 1976. Sphaerophoria krocha ingår i släktet sländblomflugor, och familjen blomflugor. Inga underarter finns listade i Catalogue of Life.